# H. Bruce Humberstone
H. Bruce "Lucky" Humberstone (Buffalo, Nova York, 18 de novembre de 1901 − Woodland Hills, Los Angeles, 11 d'octubre de 1984) va ser un actor de cinema (com a nen), guionista, ajudant de director, amb directors com King Vidor, Edmund Goulding i Allan Dwan i, finalment, director.
Un dels vint-i-vuit fundadors del Gremi de Directors d'Amèrica, Humberstone va treballar en unes quantes pel·lícules de cinema mut per la 20th Century Fox. Humberstone no es va especialitzar; treballava en comèdies, drames, i melodrames. Humberstone és més conegut avui pel seu treball en alguns films de Charlie Chan. Durant els anys 1950, Humberstone va treballar principalment a la TV.

## Filmografia

### com a director
- 1925: Universal in 1925
- 1932: Strangers of the Evening
- 1932: Hot Spot
- 1932: The Crooked Circle
- 1932: If I Had a Million
- 1933: King of the Jungle
- 1933: Goodbye Love
- 1934: Merry Wives of Reno
- 1934: The Dragon Murder Case
- 1935: Silk Hat Kid
- 1935: Ladies Love Danger
- 1936: Three Live Ghosts
- 1936: Charlie Chan at the Race Track
- 1936: Charlie Chan at the Opera
- 1937: Charlie Chan at the Olympics
- 1937: Checkers
- 1938: Rascals
- 1938: Time Out for Murder
- 1938: While Nova York Sleeps
- 1938: Charlie Chan in Honolulu
- 1939: Pardon Our Nerve
- 1939: Pack Up Your Troubles
- 1940: Lucky Cisco Kid
- 1940: The Quarterback
- 1941: Tall, Dark and Handsome
- 1941: Sun Valley Serenade
- 1941: I Wake Up Screaming
- 1942: To the Shores of Tripoli
- 1942: Iceland
- 1943: Hello Frisco, Hello
- 1944: Pin Up Girl
- 1945: Un home fenomen (Wonder Man)
- 1945: Within These Walls
- 1946: Three Little Girls in Blue
- 1947: The Homestretch
- 1948: Fury at Furnace Creek
- 1950: South Sea Sinner
- 1951: Happy Go Lovely
- 1952: She's Working Her Way Through College
- 1953: The Desert Song
- 1955: Deu fugitius (Ten Wanted Men)
- 1955: The Purple Mask
- 1957: Tarzan and the Lost Safari
- 1957: Colt .45 (sèrie TV)
- 1958: Tarzan and the Trappers
- 1958: Tarzan's Fight for Life
- 1962: Madison Avenue

### com a productor
- 1962: Madison Avenue

### com a actor
- 1936: Charlie Chan at the Race Track: Gambler